# Histoire des Hauts-de-Seine
L'histoire des Hauts-de-Seine est celle d'un département jeune sur le plan administratif puisqu'il est né seulement en 1968 en application de la loi du 10 juillet 1964 portant réorganisation de la région parisienne. Toutefois, l'histoire du territoire de l'actuel département est celle d'une terre très anciennement peuplée, riche en monuments de différentes époques.

## Avant la naissance du département

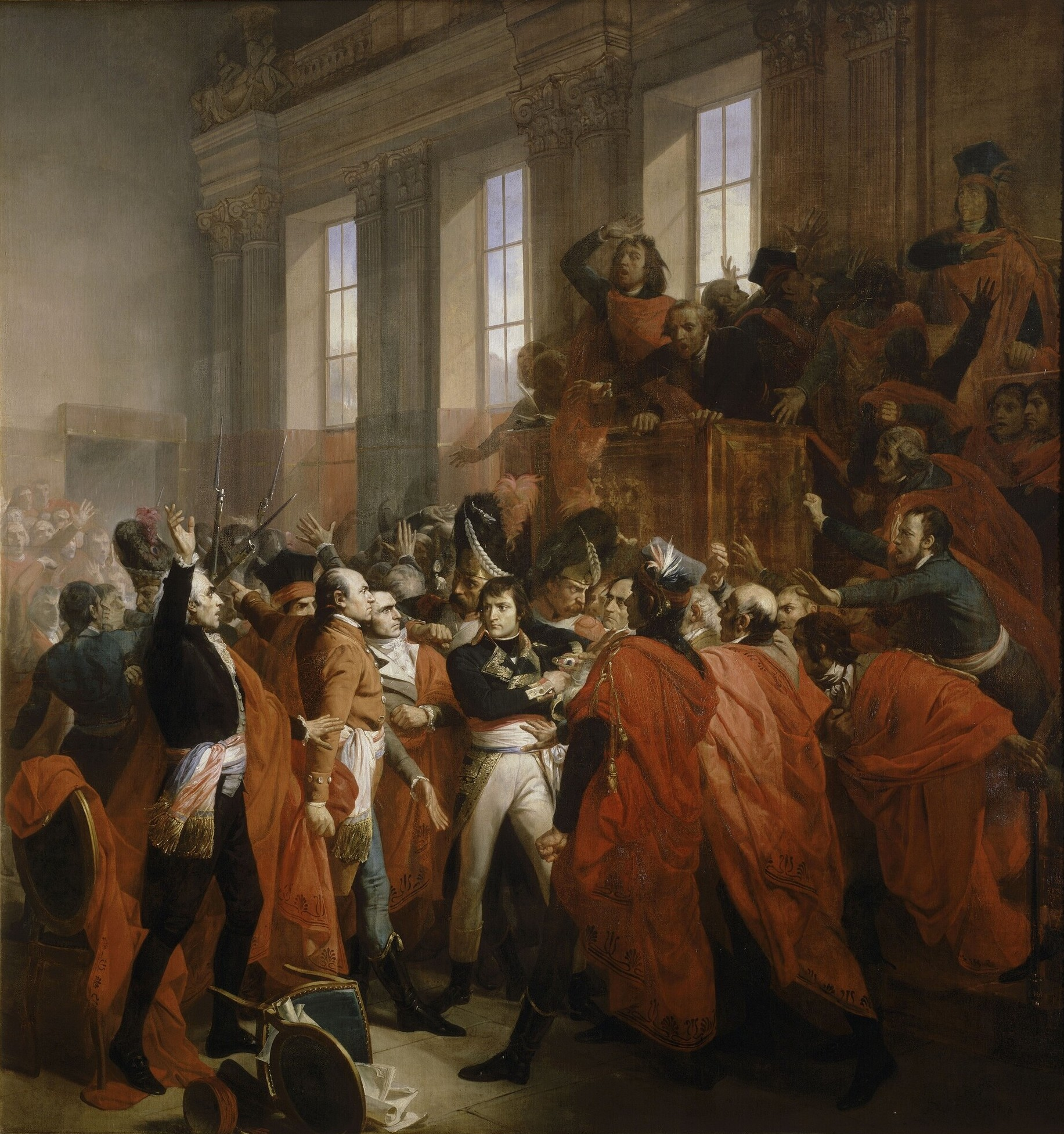
Le général Bonaparte au Conseil des Cinq-Cents, à Saint Cloud. 10 novembre 1799 François Bouchot (1840).

Si le département des Hauts-de-Seine est très récent, le territoire a de très longue date été occupé par l'homme, notamment à l'époque gallo-romaine.
De nombreux souverains se sont installés sur ce territoire qui a été le témoin de grands évènements historiques tel que l'assassinat d'Henri III à Saint-Cloud sous l'Ancien Régime, où la venue du cardinal Fleury à Issy-les-Moulineaux.
Au XVIIIe siècle, le territoire n'est qu'une juxtaposition de villages, de champs (céréales, légumes et surtout vigne) et d'activités diverses telles que la manufacture de céramique à Sèvres ou les carrières.
De 1791 à 1793, les 3 districts (Paris, Franciade et Bourg-de-l'Égalité) du département de Paris, fournirent 48 bataillons de volontaires nationaux et 4 compagnies.
Après la révolution, c'est à l'Orangerie de Saint-Cloud que Napoléon Bonaparte conquit le pouvoir lors du Coup d'État du 18 brumaire. 
Il faudra attendre la Restauration et la monarchie de Juillet pour que débute le développement industriel du territoire ce qui amena une augmentation très rapide de la population. Jusqu'à l'après guerre, le territoire s'est développé de façon exponentielle tant économiquement qu'en termes de population, mais sans réel plan d'aménagement.
De 1790 à 1795 l'actuel département des Hauts-de-Seine est partagé entre 2 départements, (département de Paris et département de Seine-et-Oise) et 3 districts (district de Bourg-de-l'Égalité, district de Franciade et district de Versailles.
De 1791 à 1793, les 9 districts (Corbeil, Dourdan, Étampes, Gonesse, Mantes, Montfort, Pontoise, Saint-Germain et  Versailles) du département de Seine-et-Oise fournirent 14 bataillons de volontaires nationaux.

## La création du département

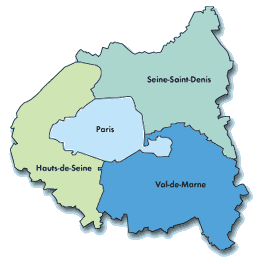
La petite couronne, autour de Paris.

La création des départements de Paris, des Hauts-de-Seine, de la Seine-Saint-Denis, du Val-de-Marne, de l'Essonne, des Yvelines, du Val-d'Oise à partir de la Seine et de la Seine-et-Oise en 1968.

Le département des Hauts-de-Seine actuel a été créé par la loi du 10 juillet 1964 « portant réorganisation de la région parisienne », qui décide de diviser les anciens départements de la Seine et de Seine-et-Oise.
Jusqu'en 1964, la région parisienne se subdivisait en trois départements, créés par la loi du 4 mars 1790 :
- le département de Paris, rebaptisé en 1795 « département de la Seine » (480 km2) ;
- le département de Seine-et-Oise (5 600 km2) ;
- le département de Seine-et-Marne (5 915 km2).

Les deux premiers vont donner naissance à sept nouveaux départements, la Seine-et-Marne conservant son nom et son territoire. La loi ressuscite le département de Paris qui est entouré par : 
- la grande couronne composée des départements non limitrophes de Paris : Val-d'Oise, Yvelines, Essonne, Seine-et-Marne ;
- la petite couronne avec trois départements limitrophes de Paris : Seine-Saint-Denis, Val-de-Marne, Hauts-de-Seine.

## De la création à aujourd'hui
- 2 mars 1965 : Nanterre est choisi comme chef-lieu du département

25 février 1965 : fixation du chef-lieu de département à Nanterre
- 30 décembre 1966 : création de l'arrondissement d'Antony
- 20 juillet 1967 : création de 40 cantons dans le département
- 24 septembre-1er octobre 1967 : premières élections cantonales
- 4 octobre 1967 : première réunion du Conseil général
- Juin 1972 : ouverture au public de la nouvelle préfecture
- 27 décembre 1972 : création de l'arrondissement de Boulogne-Billancourt

### Histoire
Par périodes historiques successives
- R. Freidon, The Early Iron Age in the Paris Basin. Hallstatt A and B, 1992, 698 p.
- Franck Abert, Carte archéologique de la Gaule 92 : Les Hauts-de-Seine, 2005, 92 pages.
- Annie Fourcaut (dir.), Banlieue rouge, 1920-1960 : Années Thorez, années Gabin : archétype du populaire, banc d'essai des modernités, Autrement, 1992.
- Georges Poisson, Les Hauts-de-Seine soixante ans avant leur naissance, éditions Horvath.
- Marc Gaillard, Grandes heures des Hauts-de-Seine, Image-Magie, conseil général des Hauts-de-Seine.
- Jean Fondin, Hauts-de-Seine, berceau de l'automobile, ETAI, Colline de l'automobile, 1992.
- Mady Ariès, Philippe Barthelet, Guy Burgel, François Lapoix, Bertrand Pouradier Duteil et Martine Le Galen, Hauts-de-Seine, éditions Bonneton.
- Hauts-de-Seine 1964-2004 : 40 ans de mutations à la croisée des générations, Éditions Transversales, 2004.

### Patrimoine
Par date de publication (idem infra)
- Architectures du sport, Val-de-Marne, Hauts-de-Seine, Cahiers de l'inventaire général, Association pour le patrimoine de l'Île-de-France, 1991.
- George Poisson et Pascal Lemaître, Les monuments historiques des Hauts-de-Seine, 1992, Les Presses Artistiques, 58 p.
- Jean-Marie Pérouse de Monclos (dir.), Le guide du patrimoine d'Île-de-France, Hachette, 1992
- Le patrimoine des communes des Hauts-de-Seine, Flohic éditions, 1994
- Patrimoine culturel des Hauts-de-Seine - Parcs et jardins - Demeures et musées - Sites scientifiques, CDDP des Hauts-de-Seine, 1998.
- Marie Montfort et Gisèle Caumont (dir.), Patrimoine des Hauts-de-Seine : Guide des tableaux conservés dans les édifices publics et privés, deux tomes, Somogy, éditions d'art, conseil général des Hauts-de-Seine, 2006
- Marie Monfort, Jannie Mayer et Claire Vignes-Dumas (dir.), Patrimoine des Hauts-de-Seine : Guide des peintures murales 1910-1960, Somogy, 2009.

### Arts
- Anne Guillin, Les peintres et les Hauts-de-Seine, Peintres et départements, Sogemo, 1990.
- Martial Leroux, Histoire musicales des Hauts-de-Seine, La Couronne d'Euterpe, 1993.
- Philippe Barthelet, Les écrivains et les Hauts-de-Seine, Cyrnéa éditions, 1994.

### Autres
- Jean Prasteau, Voyage insolite dans la banlieue de Paris, Librairie académique Perrin, 1985.
- Renée Grimaud, Hauts-de-Seine insolites : Trésors cachés et lieux secrets, Parigramme, 2013.
- Fabienne Texier, Les Hauts-de-Seine il y a 100 ans en cartes postales anciennes, Patrimoines & médias, 2016.
- Villes, parcs et forêts des Hauts-de-Seine à pied, topoguide, conseil départemental des Hauts-de-Seine et FFRandonnée, 2011.
- Jean-François Decraene (préf. Claude Guy), Lieux de mémoire des deux sièges, 1870-1871 : guide des Hauts-de-Seine, Trouville-sur-Mer, Librairie des Musées, coll. « Gloria Victis », 2020, 160 p. (ISBN 9782354040864).